# Gastón González Díaz
Gastón González Díaz (Montevideo, 5 de mayo de 1991), conocido artísticamente como Rusito González, es un actor, comediante y presentador de televisión uruguayo.

## Primeros años
Nació en el Hospital Italiano de Montevideo, el 5 de mayo de 1991 como hijo del médico, actor y figura de carnaval Carlos Bananita González, y Sandra Díaz. Criado en el barrio Malvín, asistió a la Escuela Experimental.

## Trayectoria
González comenzó su carrera artística en el Carnaval. En 2009 debutó en la murga Todavía No Se Sabe.
Entre junio y agosto de 2018 reemplazó a Luis Alberto Carballo al frente de la conducción del programa de espectáculos, Algo contigo. Ese año viajó a Rusia para participar de la cobertura de Canal 4 de la Copa Mundial de Fútbol, ocupándose de realizar reportajes sobre el ambiente mundialista. En diciembre estrenó el programa matutino Vamo' arriba, como coconductor junto a Andy Vila y Federico Paz.
En el carnaval de 2020 formó parte del elenco de Los Muchachos, que ganó el Concurso Oficial del Carnaval en la categoría "parodistas". Su imitación del entonces presidente electo Luis Lacalle Pou tuvo una gran repercusión mediática. El 17 de mayo de ese año debutó en el programa periodístico Santo y Seña con un espacio de humor. Sin embargo, el 7 de junio tras varias emisiones, se anunció que abandonaría alegando "motivos personales".
En septiembre de 2021 se estrenó en la conducción en solitario del programa de concurso Sopa de letras, primera adaptación internacional del formato israelí The Search. En octubre de ese año estrenó Limitado, su primera obra unipersonal de stand-up.
En el carnaval de 2023 participó en la murga La Nueva Milonga, en cuyo espectáculo estrenó una imitación de Pablo Mieres. En abril de ese año se anunció que para el carnaval de 2024 formaría parte del elenco de parodistas Zíngaros.

## Televisión
| Año           | Trabajo        | Canal   | Rol                     |
| ------------- | -------------- | ------- | ----------------------- |
| 2018          | Algo contigo   | Canal 4 | Conductor de reemplazo  |
| 2018-presente | Vamo' arriba   | Canal 4 | Coconductor             |
| 2020          | Santo y seña   | Canal 4 | Comediante; 4 programas |
| 2021-2022     | Sopa de letras | Canal 4 | Conductor               |

## Teatro
| Año       | Trabajo        | Dirección          |
| --------- | -------------- | ------------------ |
| 2018      | Sinvergüenzas  | Marcelino Duffau   |
| 2019      | Una boda feliz | Humberto de Vargas |
| 2021-2022 | Limitado       | Adriana Da Silva   |
| 2023      | Bajo terapia   | Álvaro Ahunchain   |
| 2024      | Segundo tiempo | Diego Sorondo      |
| 2025      | La piedad      | Adriana Da Silva   |

## Vida personal
Está casado y tiene dos hijas: Josefina (n. 2016) y Federica (n. 2018).